# Watanabe Masao
Watanabe Masao (渡辺 正夫 Độ Biên Chính Phu), 10 tháng 10 năm 1888 – 11 tháng 10 năm 1950, là một vị tướng của Đế quốc Nhật Bản trong cuộc Chiến tranh thế giới thứ hai (1939 - 1945).

## Tiểu sử
Watanabe là con của một giáo viên tiểu học phục vụ cho một samurai vùng Kishiwada. Watanabe tốt nghiệp khóa 21 của Trường Sĩ quan Lục quân (Đế quốc Nhật Bản) năm 1909 và khóa 31 của Đại học Lục quân (Đế quốc Nhật Bản) năm 1919 chuyên ngành pháo binh. Điều này đã đưa Watanabe trở thành giảng viên của trường Pháo binh Dã chiến Lục quân từ năm 1928 đến năm 1933. Năm 1933-1936 ông trở thành tư lệnh Trung đoàn 10 Pháo binh Lục quân Đế quốc, sau đó ông trở thành Tham mưu trưởng của Sư đoàn 14 Lục quân Đế quốc IJA.
Ngay trước khi chiến tranh Trung - Nhật bắt đầu, Watanabe được thăng chức Thiếu tướng và được làm tham mưu trưởng của Quân đoàn Phòng thủ Chubu tại Nhật Bản. Năm 1938-1940 ông được bổ nhiệm chỉ huy Tổng cục Quân giới. Ông được thăng chức Trung tướng năm 1939.
Với cuộc Chiến tranh Thái Bình Dương, Watanabe đã một lần nữa cho thấy ông xứng đáng với chức Tư lệnh và đã trở thành Tư lệnh của Sư đoàn 56 Lục quân Đế quốc vào năm 1940 đến 1942. Năm 1940, ông được thưởng tặng Thụy bảo chương hạng nhất.
Dưới sự chỉ huy của Watanabe, Sư đoàn 56 tham gia vào cuộc xâm lược Miến Điện. Sau khi hạ cánh tại Yangon, Sư đoàn 56 hành quân về phía bắc và đụng độ với lực lượng Quốc Dân đảng trong trận Toungoo. Sau đó Sư đoàn 56 đánh bại Quân đoàn 6 của Trung Quốc trong một vài cuộc đụng độ nhỏ và buộc họ phải rút lui về phía đông tới Vân Nam. Tiến về phía bắc qua Hoa Sơn, Sư đoàn 56 đánh bại Quân đoàn 65 của Trung Quốc, chiếm được thành phố Lashio và lấy trọn hành lang Miến Điện (là một đường kết nối Miến Điện với Trung Quốc). Sau đó Sư đoàn 56 tiến vào Vân Nam tìm diệt các lực lượng của Trung Quốc, nhưng dừng lại ở sông Salween.
Với sự thành công trong chiến đấu, Watanabe được gọi về Nhật Bản, và từ năm 1942 đến 1944, được chọn làm hiệu trưởng của Trường Khoa học Lục quân. Tuy nhiên, tình hình chiến sự nhanh chóng xấu đi với sự bất lợi về phía Nhật Bản. Năm 1944, ông được phái đến Okinawa để thành lập và chỉ huy quân đoàn 32 với nhiệm vụ bảo vệ quần đảo Ryukyu.
Cùng năm sau đó Watanabe được gọi về Tokyo, và ông đã nghỉ hưu từ bỏ mọi chức vụ quân sự. Trong giai đoạn cuối cùng của cuộc chiến, ông được gọi về và được chỉ định là chỉ huy vùng Osaka trước dự kiến xâm lược của Hoa Kỳ vào các hòn đảo của Nhật Bản. Ông được tặng thưởng Huân chương Mặt trời mọc hạng nhất, trước sự đầu hàng của Nhật Bản. Ông qua đời năm 1950.

### Sách
- Fuller, Richard (1992). Shokan: Hirohito's Samurai. London: Arms and Armor. ISBN 1-85409-151-4.
- Louis, Allen (1984). Burma: The longest War. Dent Publishing. ISBN 0-460-02474-4.
- Hsu, Long-hsuen (1971). Lịch sử Chiến tranh Trung-Nhật (1937-1945). Chang Ming-kai. Đài Loan Trung Quốc: Chung Wu Publishing.